# Gruppe C

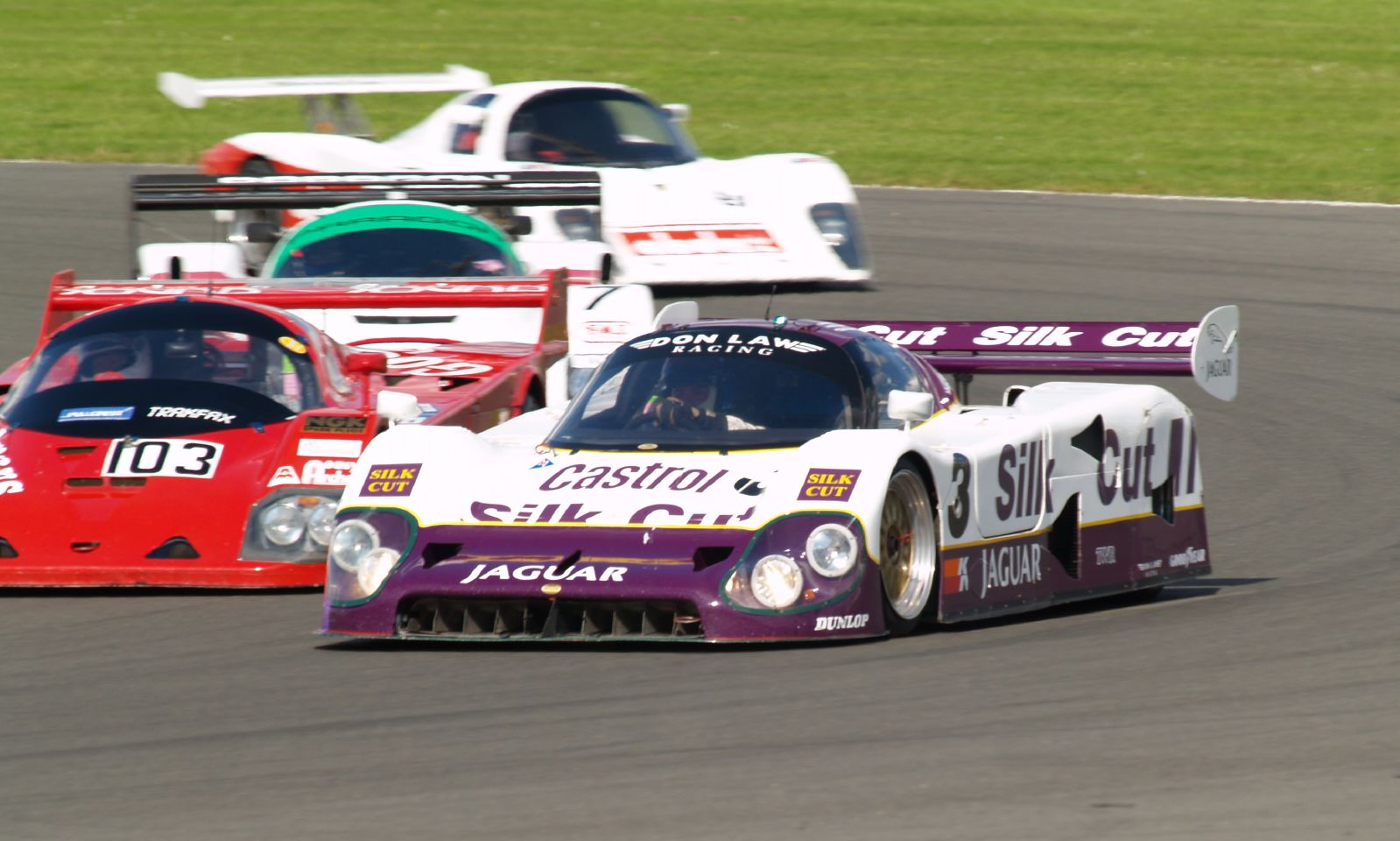
Gruppe-C-Fahrzeuge im historischen Rennsport, hier in Silverstone

Die Gruppe C war eine von der FIA ausgeschriebene Klasse für Sportwagen. Mit Fahrzeugen gemäß diesem Reglement wurde von 1982 bis 1992 die Sportwagen-Weltmeisterschaft ausgetragen. Außerdem kamen Gruppe-C-Fahrzeuge von 1982 bis 1985 in der Deutschen Rennsport-Meisterschaft zum Einsatz. Diese wurde 1983 und 1984 unter der Bezeichnung Internationale Deutsche Rennsport-Meisterschaft sowie 1985 als Internationale Deutsche Sportwagen-Meisterschaft ausgetragen. Den Abschluss des Einsatzes von Gruppe-C-Fahrzeugen auf nationaler Ebene in Deutschland bildete der Supercup in den Jahren 1986 bis 1989. Die zeitlich längste Verwendung in einer Meisterschaft erlebte die Gruppe C in der nordamerikanischen IMSA-GTP-Serie, wo Fahrzeuge dieser Klasse von 1981 bis 1993 zugelassen waren. Außerdem kamen Fahrzeuge der Gruppe C in der Europäischen Interserie zum Einsatz. Die Gruppe C war als Prototypenklasse definiert. Somit war für eine Homologation weder eine Mindestanzahl identischer gebauter Fahrzeuge noch die Verwendung irgendwelcher Serienteile zwingend erforderlich.

## Wesen der Gruppe C und Engagement der Hersteller
Ziel der FIA war es, mit der Gruppe C sowohl die Produktionsrennwagen der Gruppe 5 (mit Dach) zu ersetzen als auch die offenen Sportwagen-Prototypen der Gruppe 6. Während Motorsportklassen gemeinhin nach Hubraumbeschränkungen ausgeschrieben werden, war die Gruppe C von Anfang an als so genannte Verbrauchsformel konzipiert: Die FIA schrieb ein Mindest-Fahrzeuggewicht von 800 Kilogramm vor sowie einen Tankinhalt von maximal 100 Litern. Der Hubraum wie auch die Verwendung von oder der Verzicht auf eine Motoraufladung waren freigestellt. Während eines 1.000-Kilometer-Rennens, was die damalige Minimaldistanz in der Sportwagen-Weltmeisterschaft darstellte, waren fünf Tankstopps erlaubt. Effektiv war der Treibstoffverbrauch der Motoren somit auf 60 Liter pro 100 Kilometer beschränkt. Diese Beschränkung galt nicht für die IMSA-GTP-Serie, deren Rennen sich außerhalb des Hoheitsbereichs der FIA abspielten.
Aus Marketing-Sicht war ein Gruppe-C-Engagement für die Automobilhersteller dadurch interessant, dass mit Europa und Asien (Sportwagen-Weltmeisterschaft), Nordamerika (IMSA-GTP-Serie) sowie durch das 24-Stunden-Rennen von Le Mans (weltweite Aufmerksamkeit) alle wichtigen Zielmärkte gleichzeitig angesprochen werden konnten. Folglich traten bereits in der Anfangszeit mehrere Hersteller mit eigens entwickelten Fahrzeugen auf den Plan und setzten diese werksseitig ein. Dies waren zunächst Ford, Porsche und Lancia. In späteren Jahren folgten Jaguar, Nissan, Toyota, Mazda, Aston Martin und Peugeot. Zum Gruppe-C-Engagement von Mercedes-Benz ist anzumerken, dass dieses stets in Kooperation mit Sauber stattfand, wo die Fahrzeuge maßgeblich entwickelt und vor allem produziert wurden. Insofern ist dieses Engagement nicht mit den Werkseinsätzen durch andere Hersteller gleichzustellen. Mit Alfa Romeo hatte bis zum Jahr 1992 ein weiterer Hersteller von Serienautomobilen ebenfalls ein Gruppe-C-Fahrzeug entwickelt. Dieses erlebte jedoch keine Renneinsätze mehr.

## Gruppe C2
Das Engagement der Werke hatte bald zur Folge, dass diejenigen Sport- und Rennwagenhersteller, deren Kerngeschäft nicht im Verkauf von Serienfahrzeugen lag, nicht die finanziellen Mittel aufbringen konnten, um konkurrenzfähige Gruppe-C-Fahrzeuge zu entwickeln. Daher führte die FIA bereits im Jahr 1982 die Gruppe C Junior ein, die ab 1985 Gruppe C2 hieß. Genau wie bei der fortan als Gruppe C1 bezeichneten großen Klasse so vertraute die Motorsportbehörde auch hier auf eine Verbrauchsformel, die ein ausuferndes technisches Wettrüsten unterbinden sollte. Fahrzeuge der Gruppe C Junior bzw. Gruppe C2 hatten ein Mindestgewicht von 700 Kilogramm aufzuweisen, der Tankinhalt durfte lediglich 55 Liter betragen. Bei fünf erlaubten Tankstopps innerhalb eines 1.000-Kilometer-Rennens bedeutete dies einen Durchschnittsverbrauch von lediglich 33 Litern pro 100 Kilometer. Um diese Vorgabe einhalten zu können, wurde meist auf Saugmotoren im Hubraumbereich um 3,5 Liter vertraut, während die Gruppe C1 von Turbofahrzeugen dominiert wurde. Hersteller von erfolgreichen Gruppe-C2-Fahrzeugen waren Alba, Ecurie Ecosse, Gebhardt, URD, Tiga und Spice.

## Einzelne Gruppe-C-Fahrzeuge

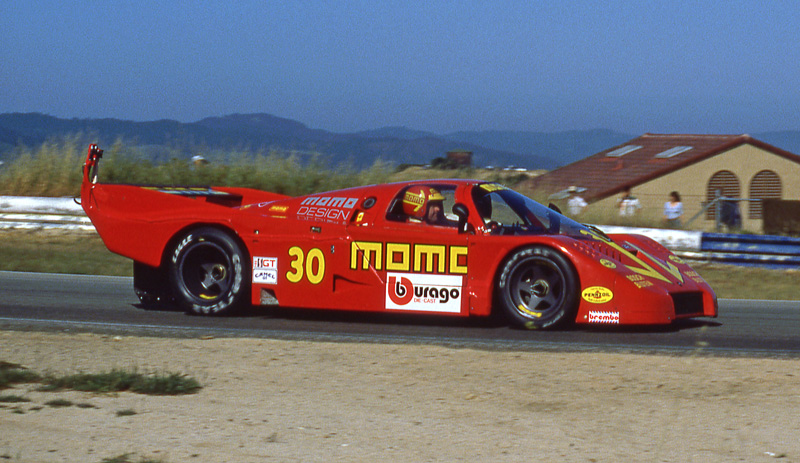
Alba AR3, ein Fahrzeug der Gruppe C2
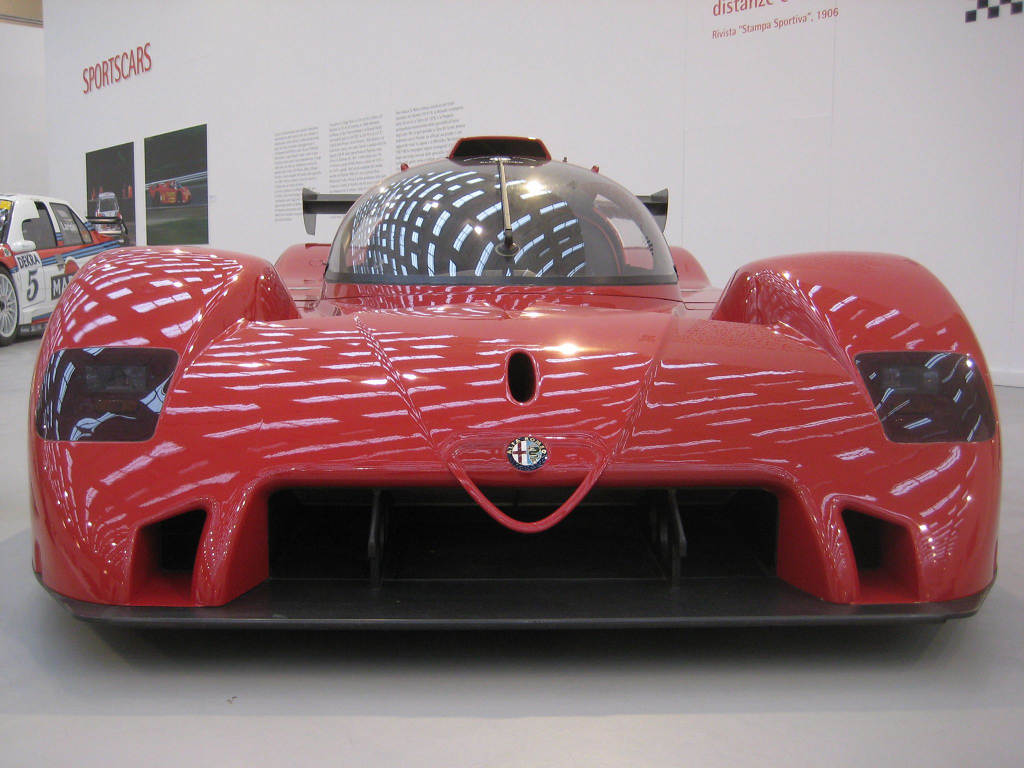
Alfa Romeo SE 048 von 1992, ein Gruppe-C-Fahrzeug ohne Renneinsatz
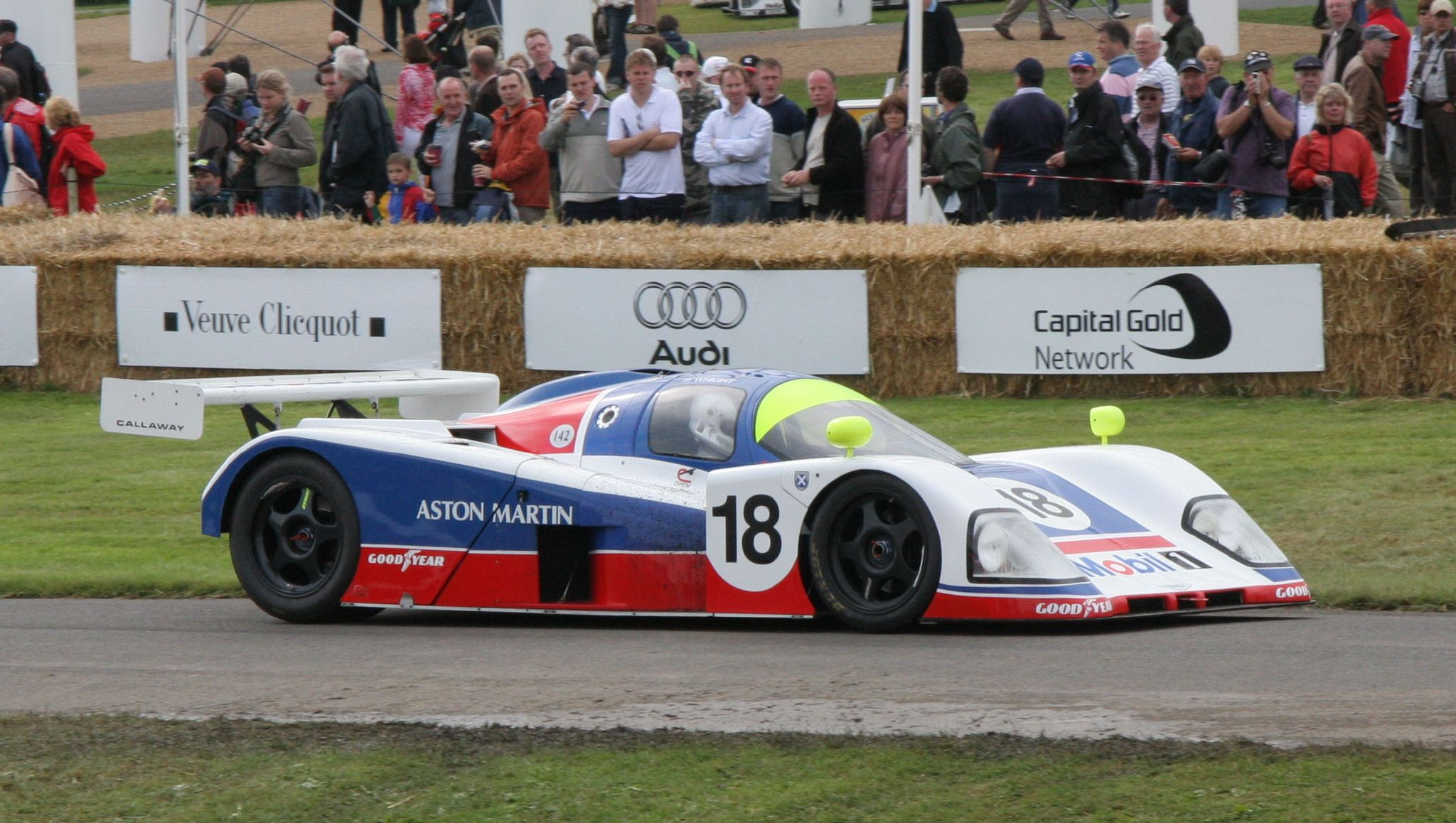
Aston Martin AMR1
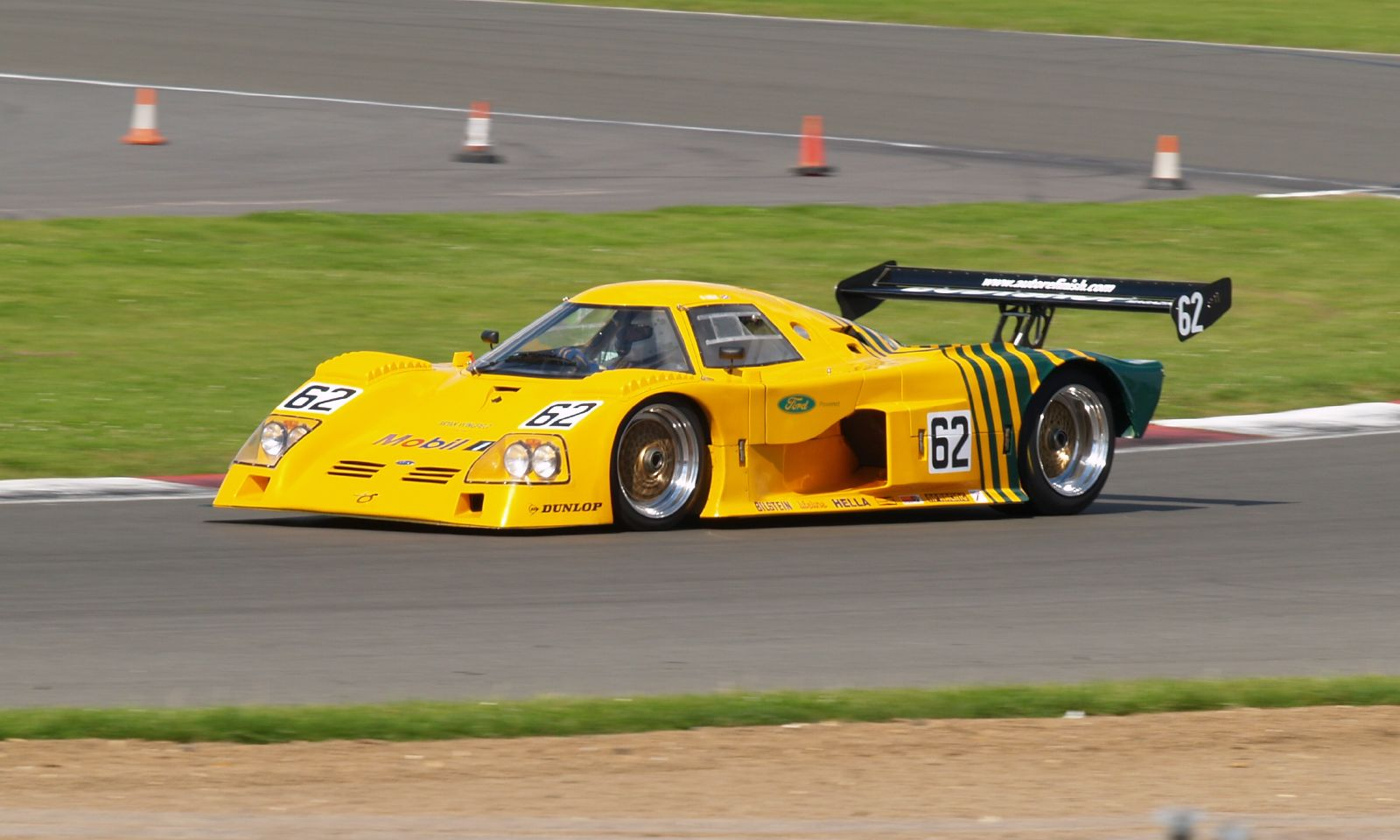
Ford C100
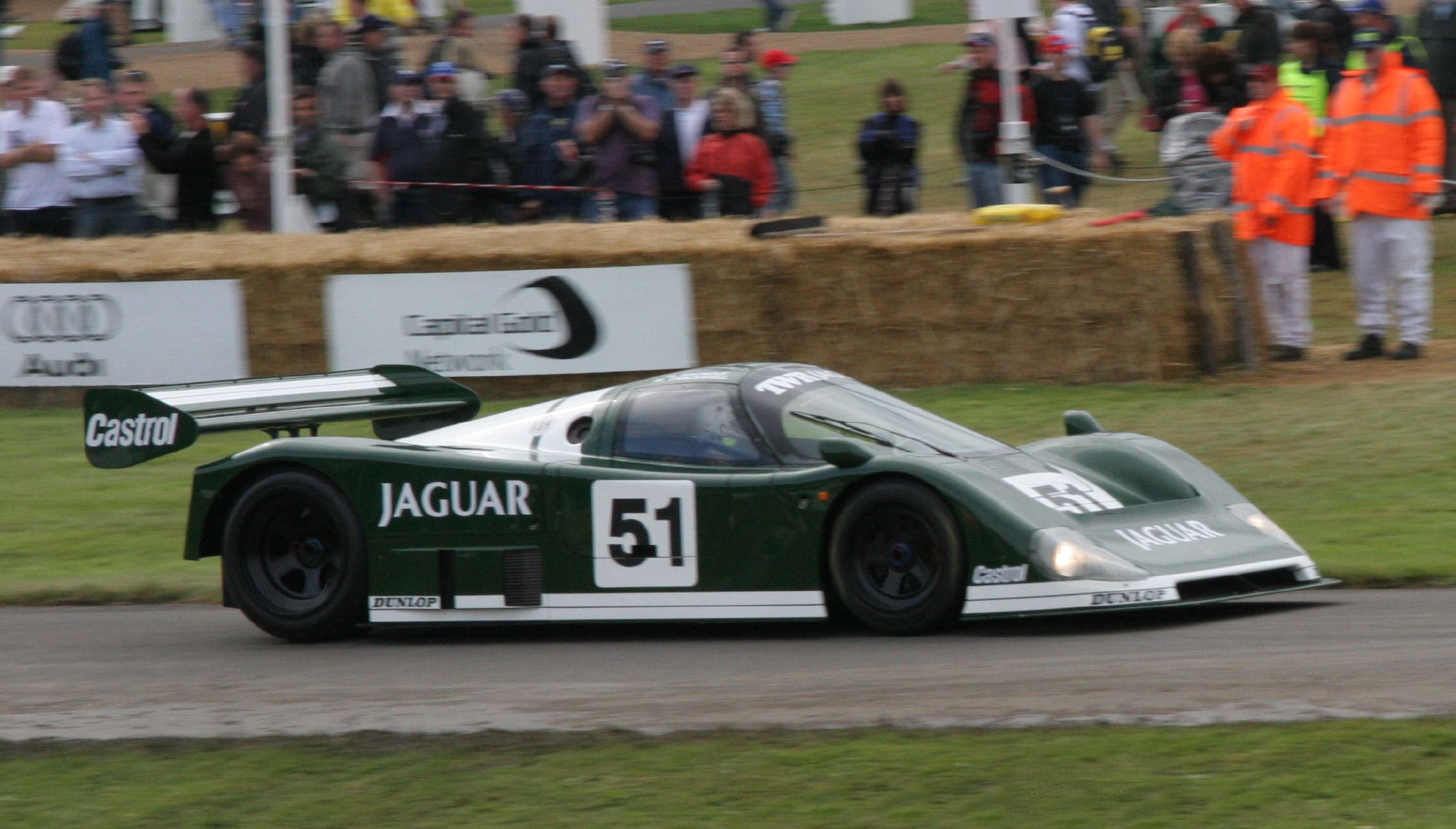
Jaguar XJR-6 mit V12-Saugmotor
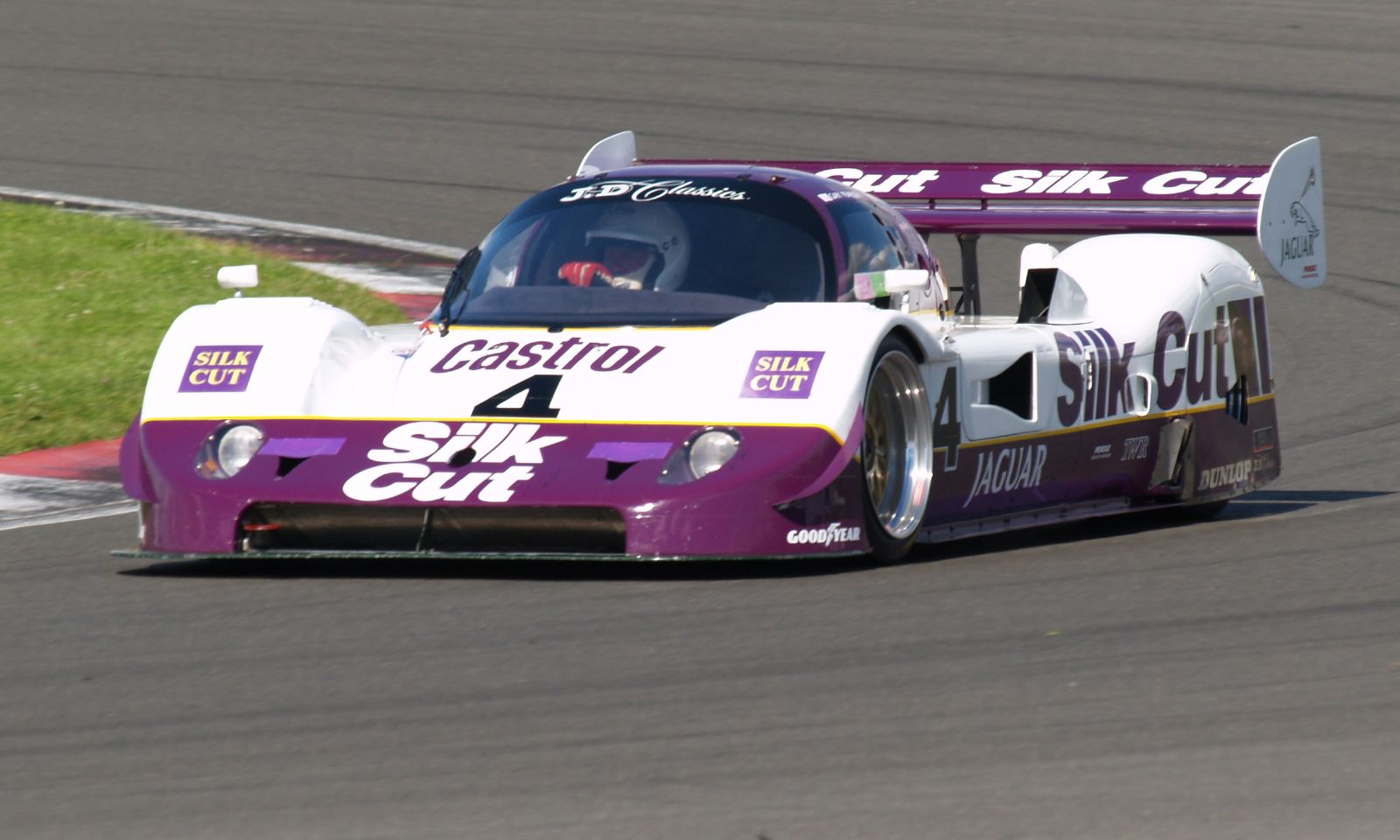
Jaguar XJR-11 mit V6-Turbomotor
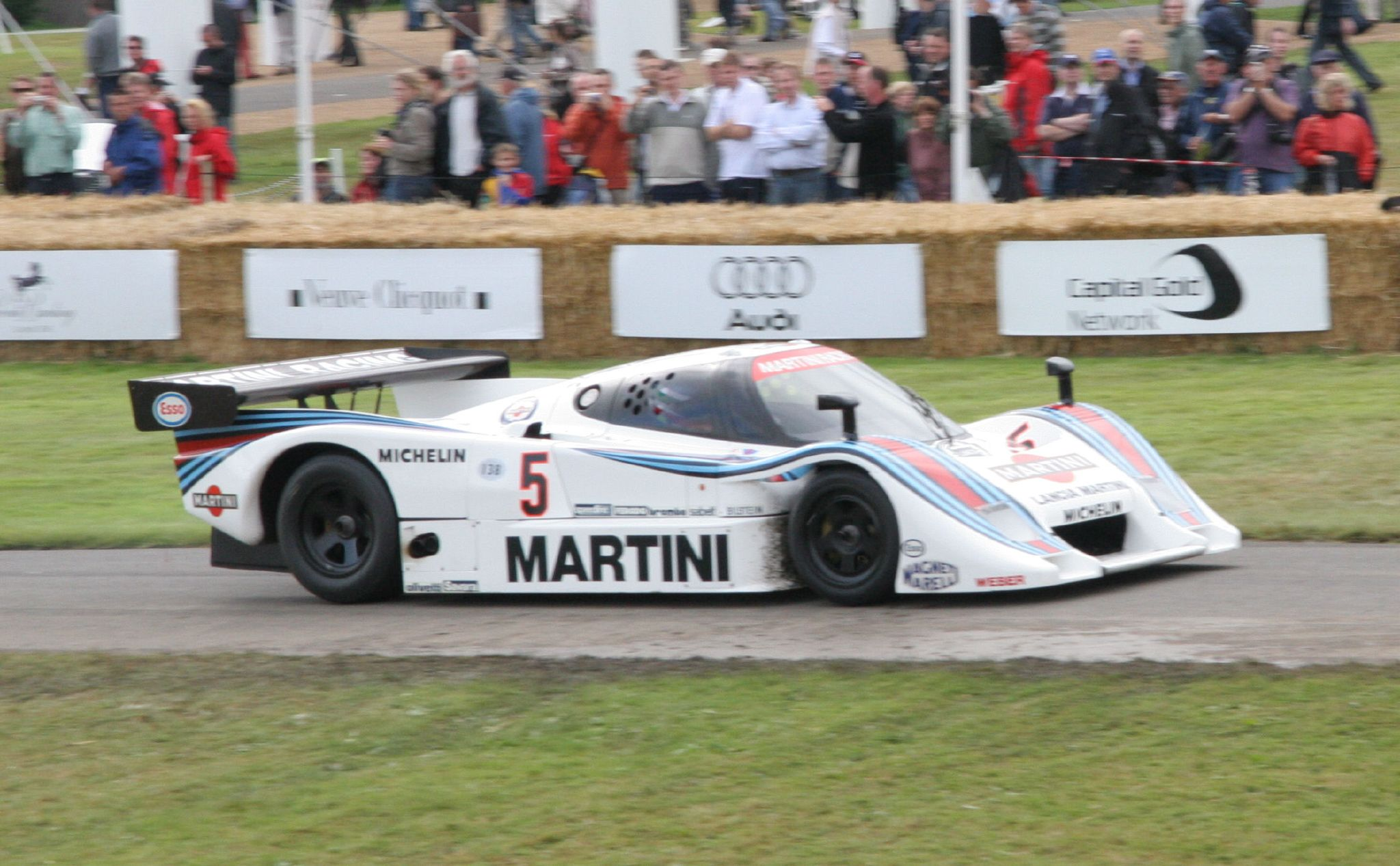
Lancia LC2, ein Coupé auf Basis des LC1, einem Spider der Gruppe 6
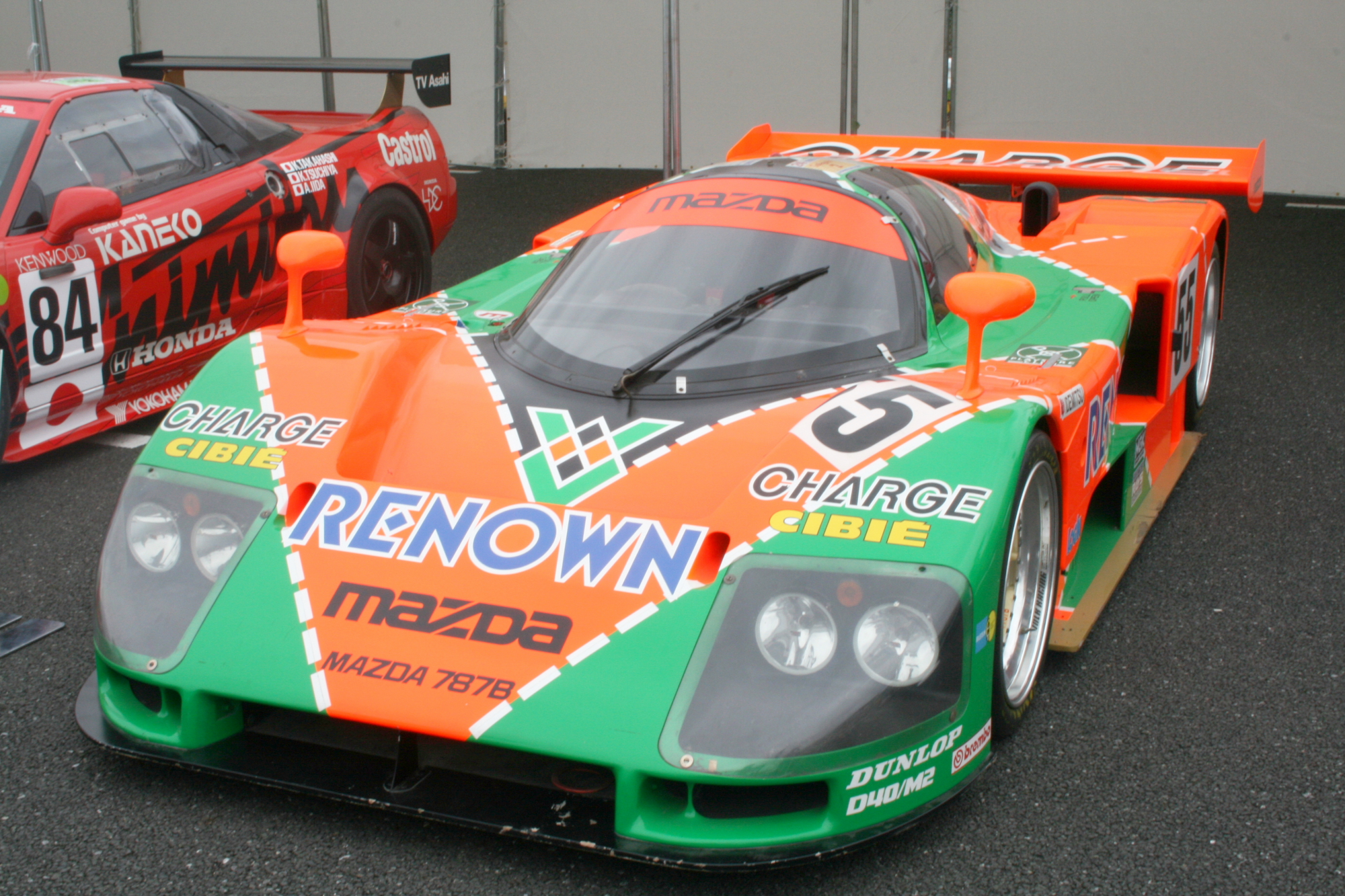
Mazda 787B, ein Gruppe-C-Fahrzeug mit Wankelmotor
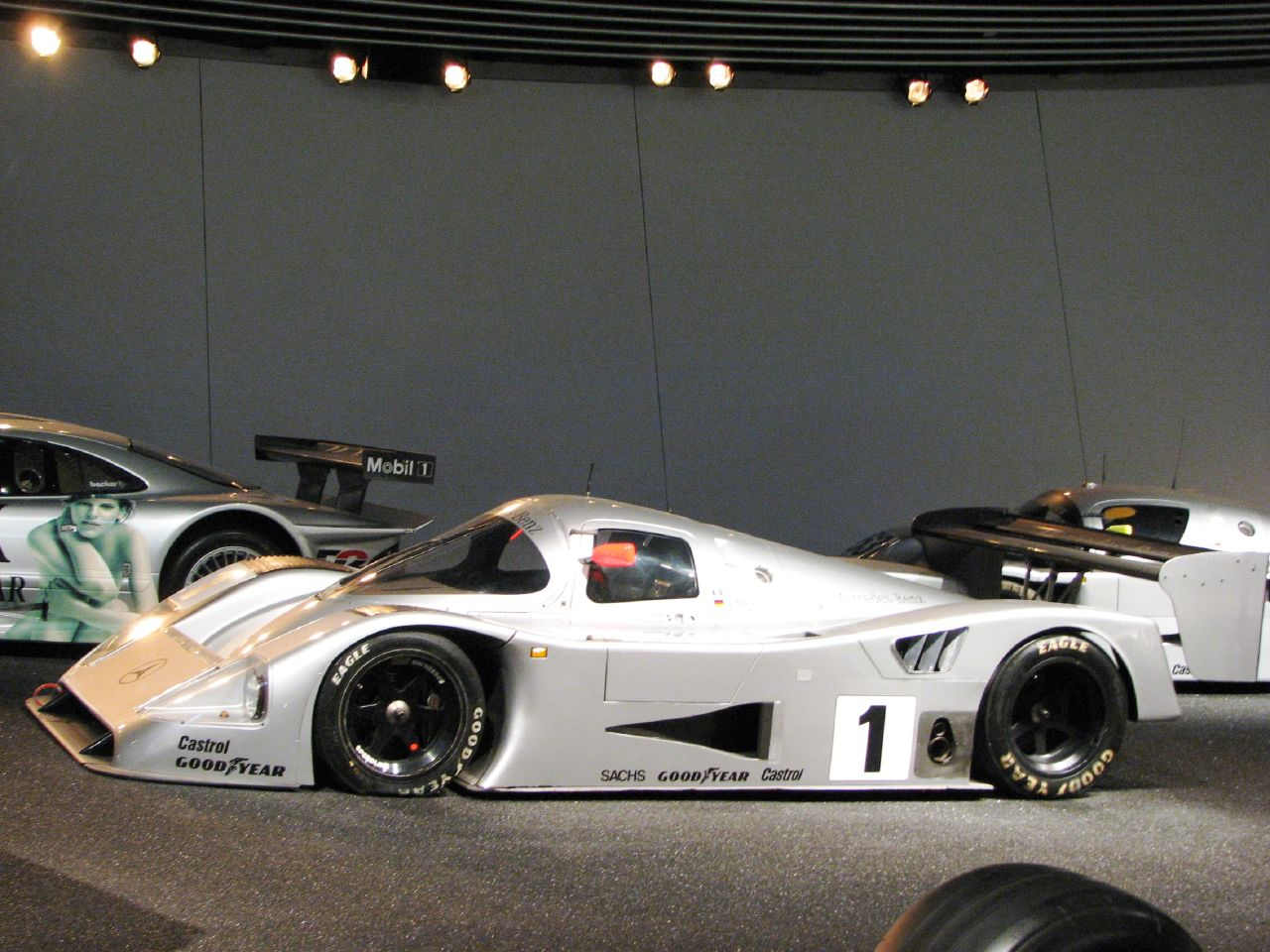
Mercedes-Benz C11
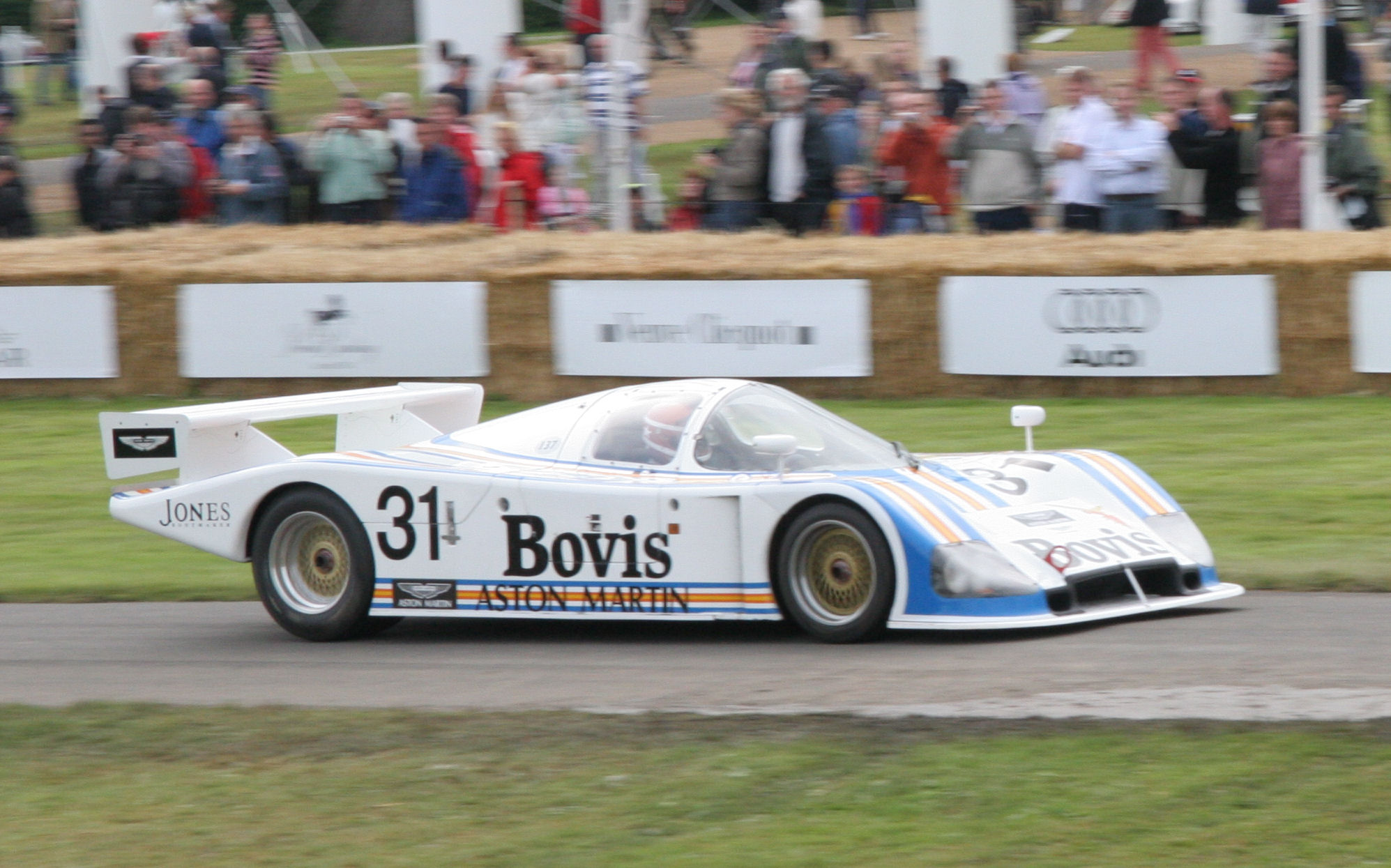
Nimrod NRA/C2 von 1982, eines der frühesten Gruppe-C-Fahrzeuge überhaupt, angetrieben durch einen Motor von Aston Martin
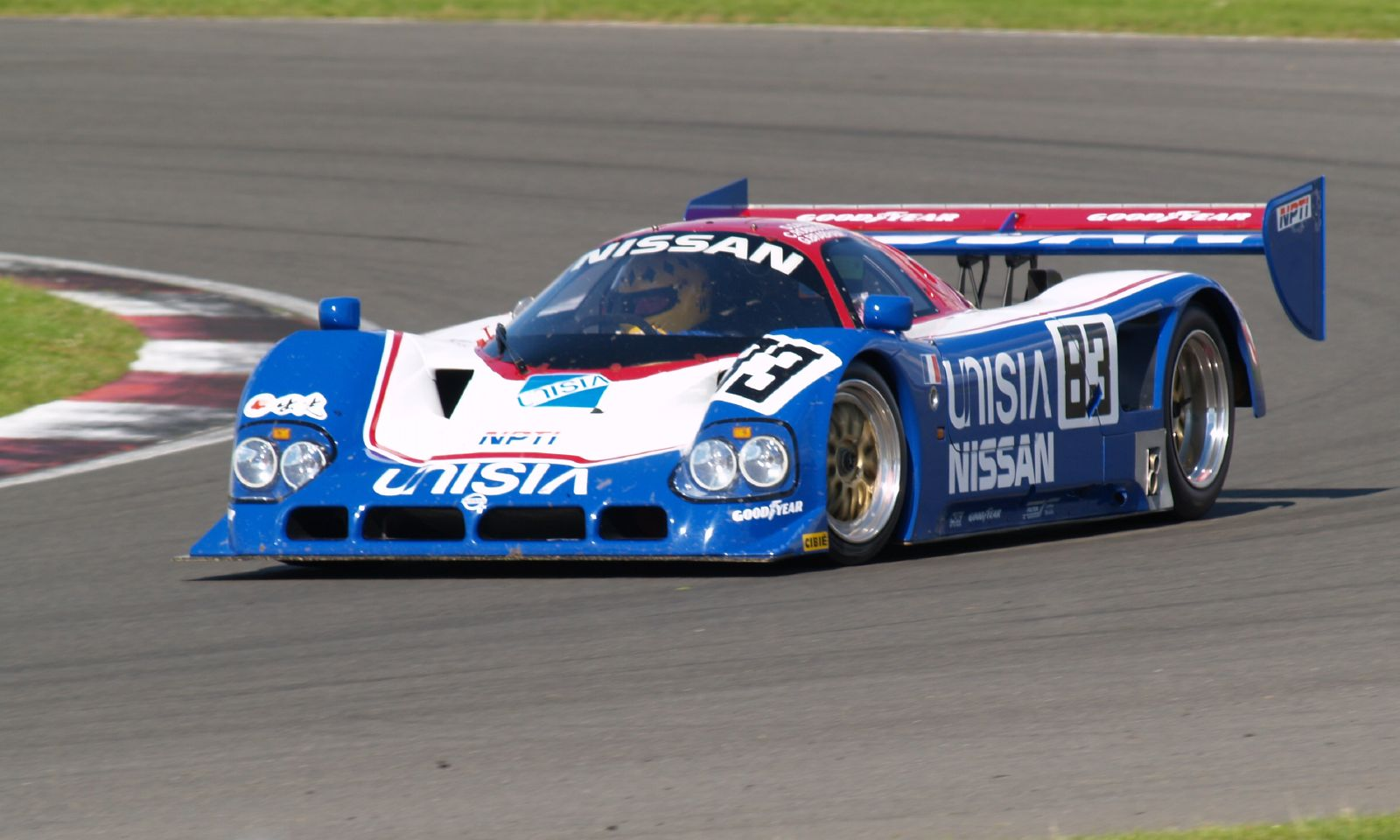
Nissan R90CK
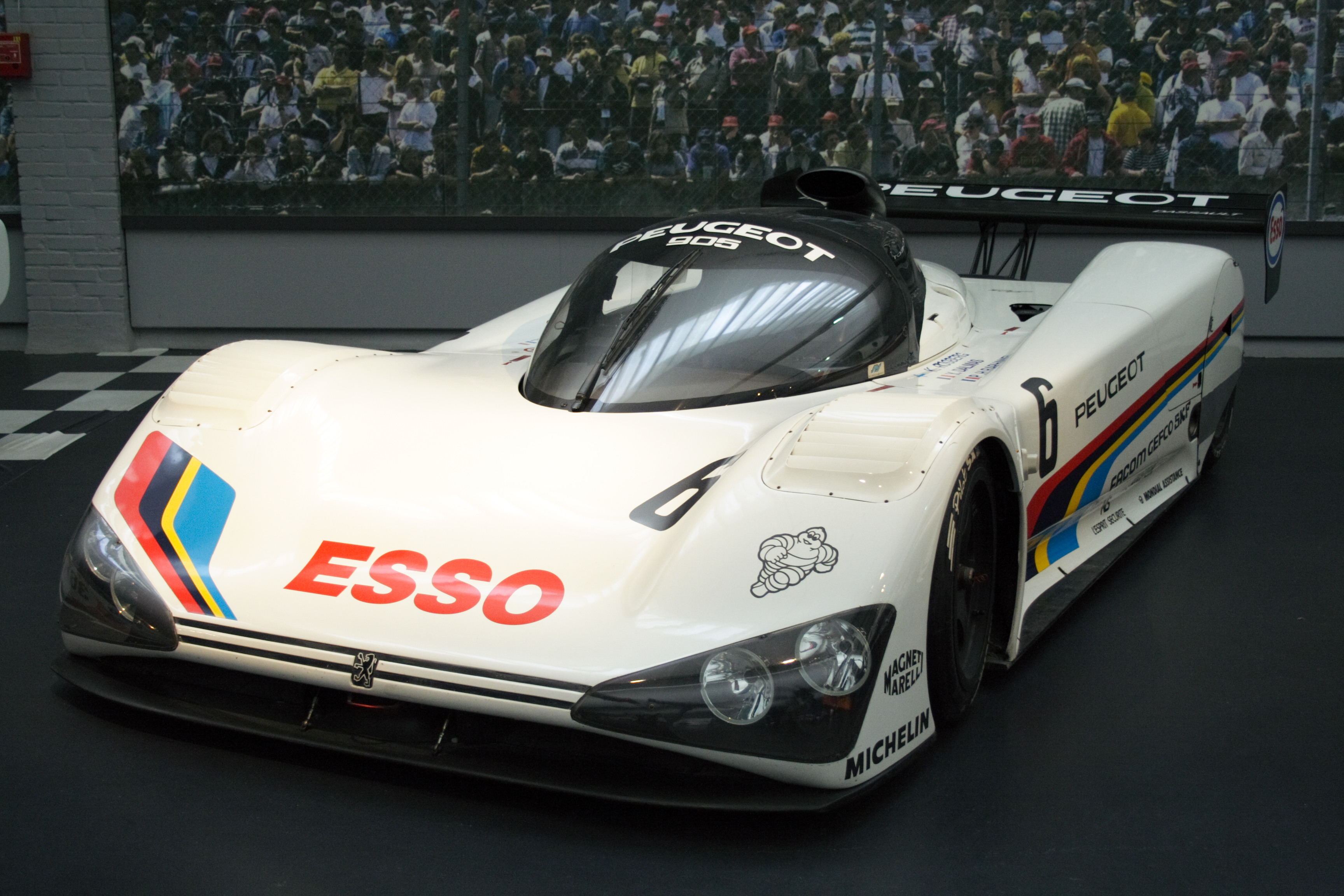
Peugeot 905
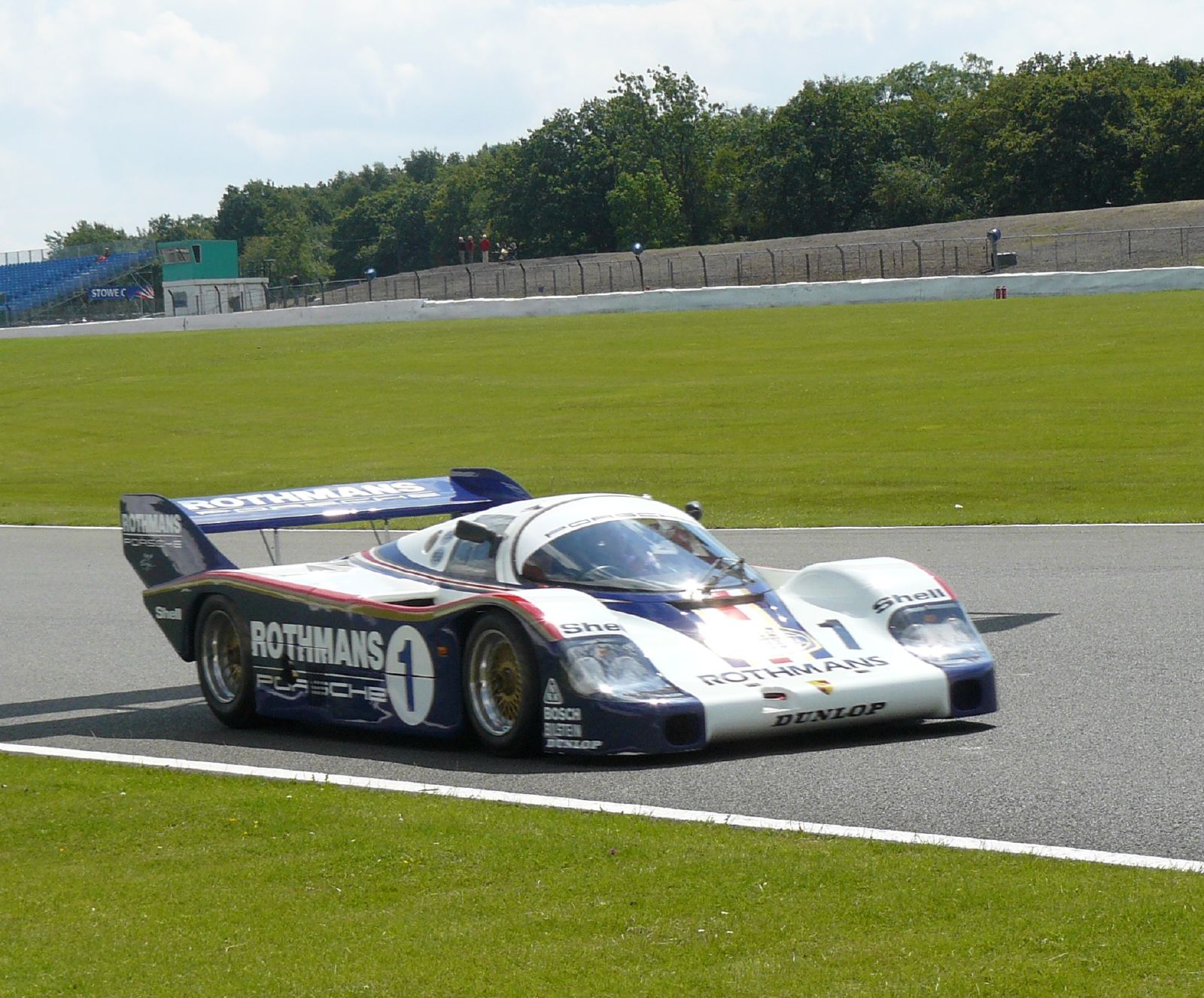
Porsche 956
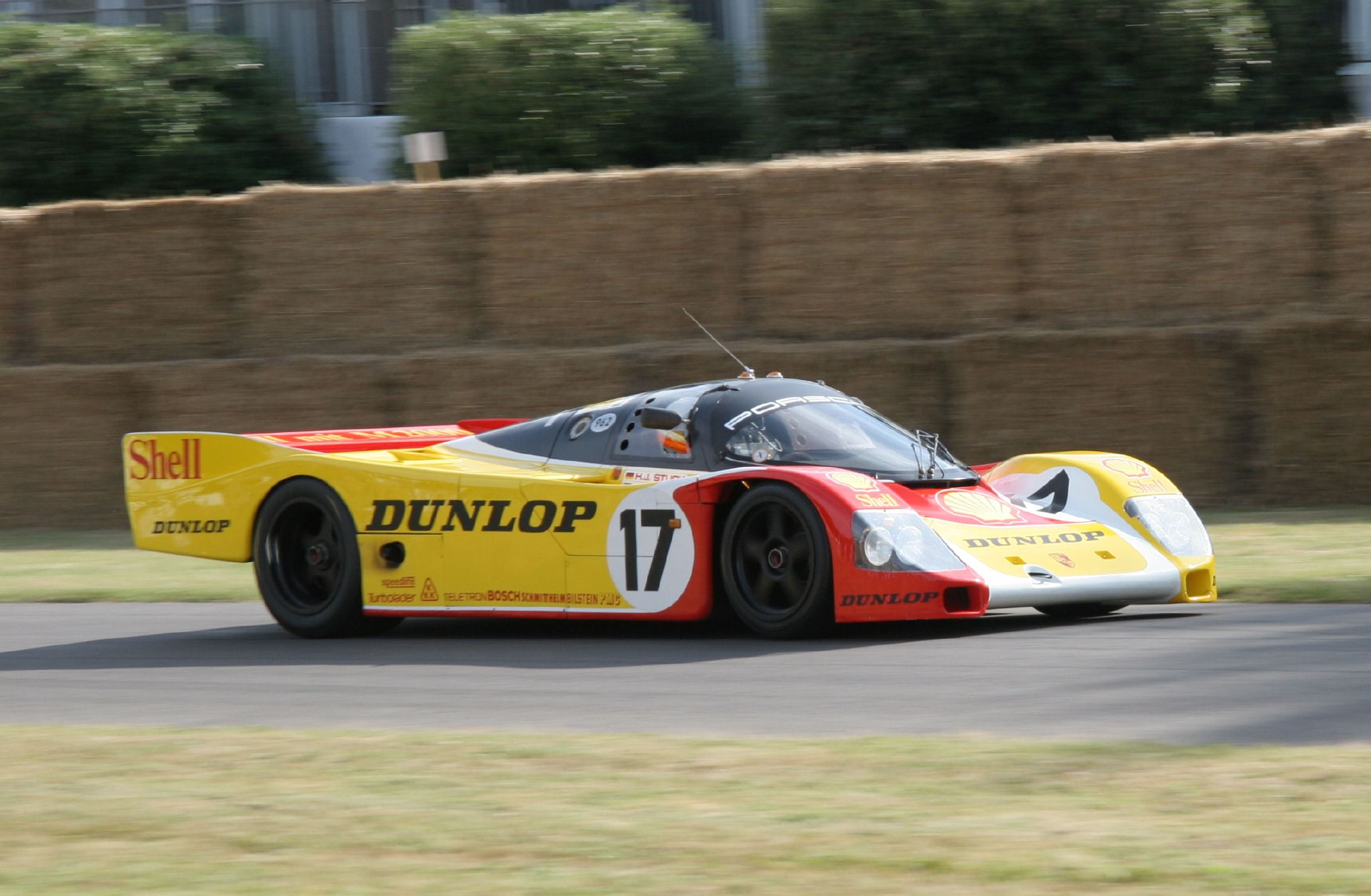
Porsche 962, hier in Langheck-Ausführung für den Einsatz in Le Mans
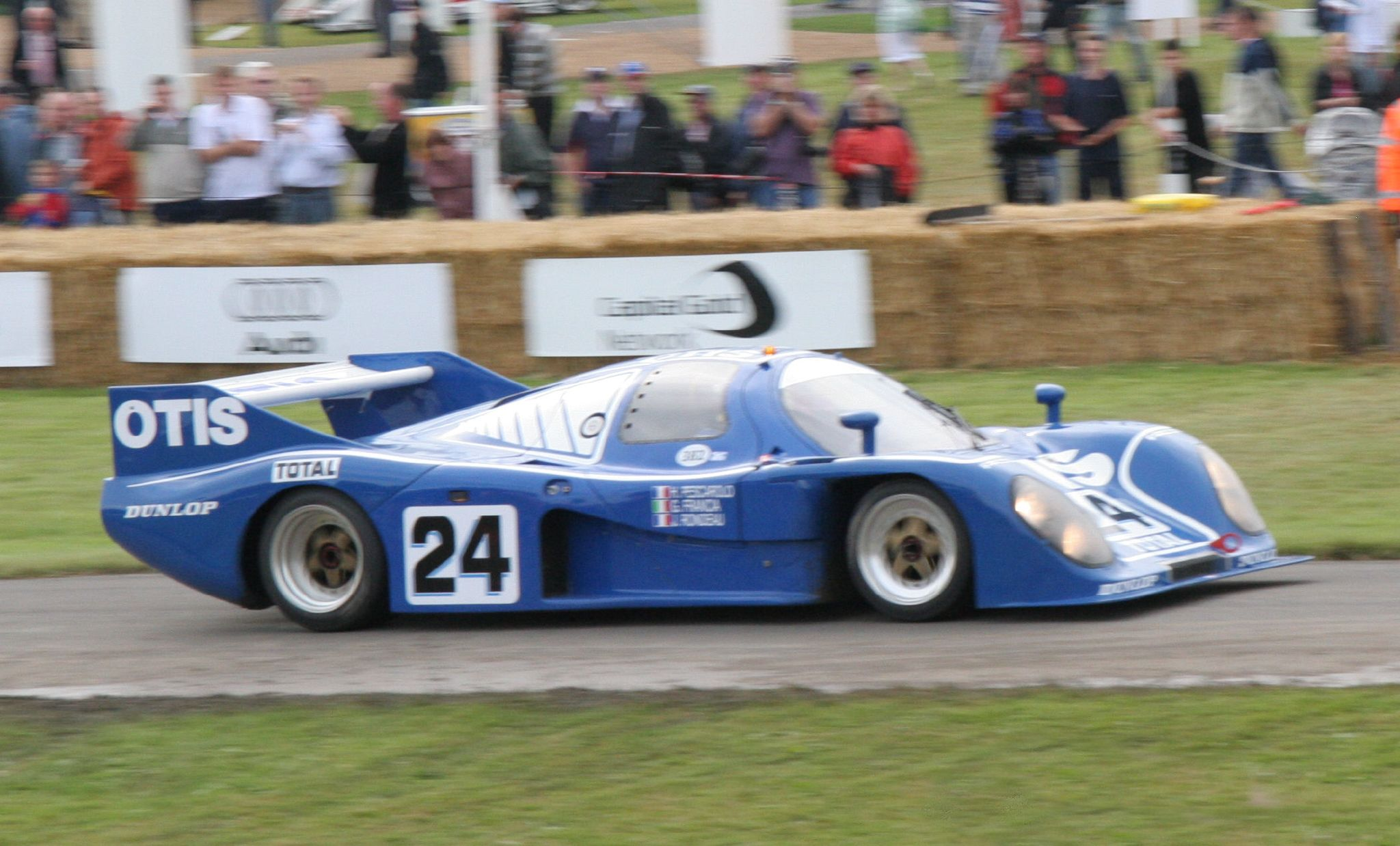
Rondeau M382
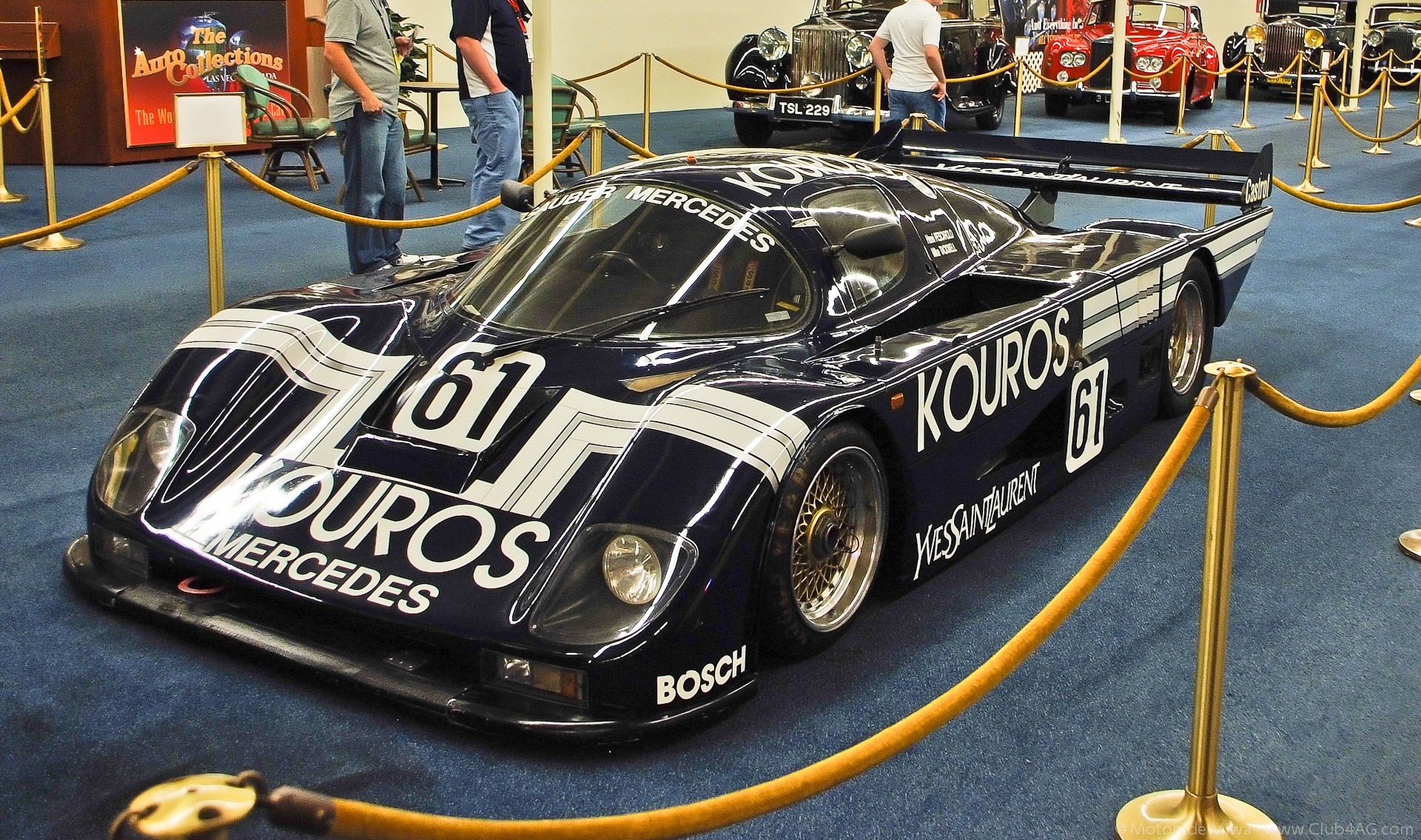
Sauber C8
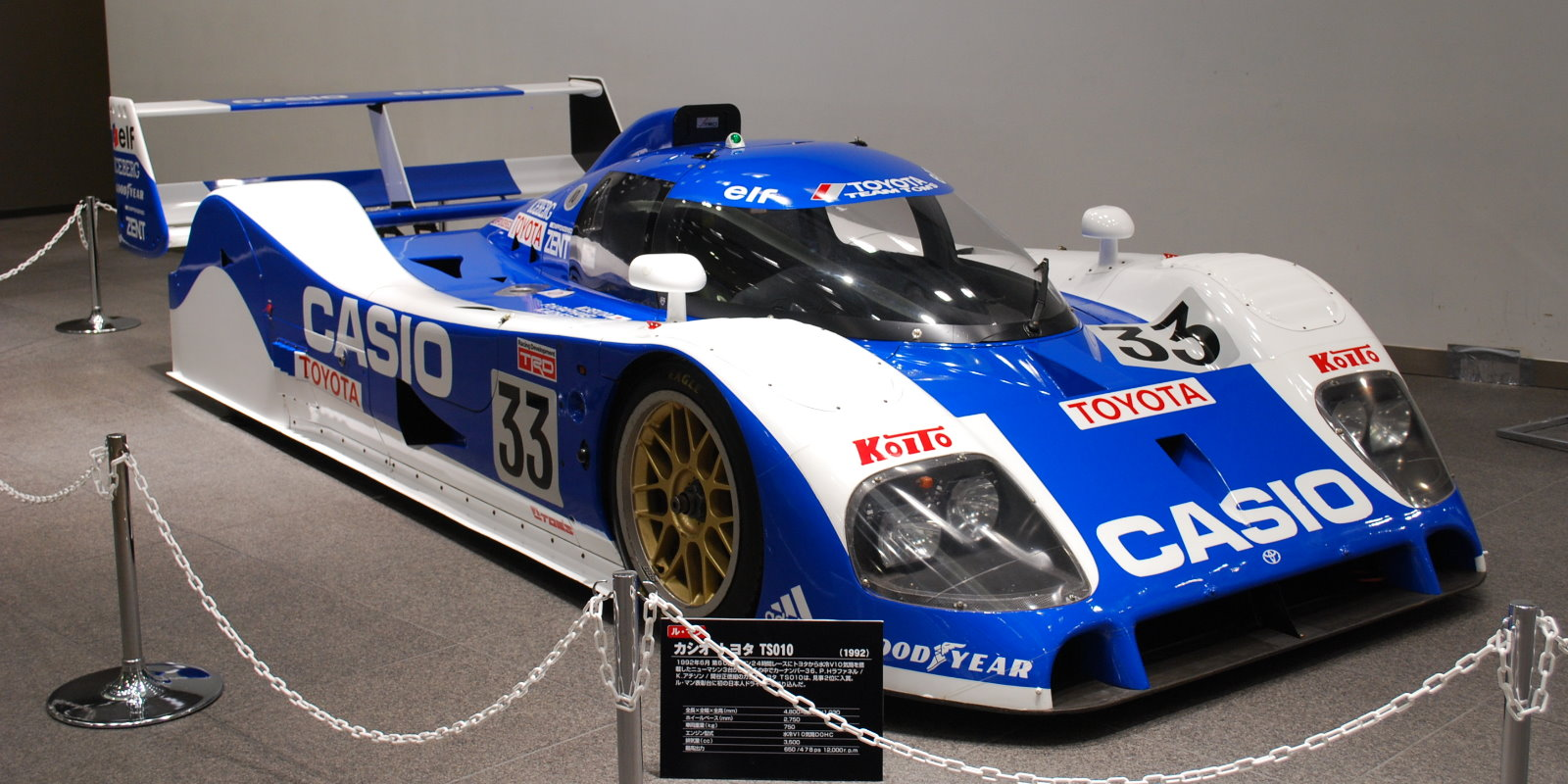
Toyota TS010

## Das Ende der Gruppe C
Für die Saison 1989 reduzierte die FIA die Mindestdistanz der bisherigen Langstreckenrennen von 1.000 auf 480 Kilometer, 1991 dann auf 430 Kilometer. Ebenfalls 1989 wurde der bisherige Grundsatz einer Verbrauchsformel aufgegeben. Stattdessen sollten Gruppe-C-Fahrzeuge fortan von 3,5-Liter-Saugmotoren angetrieben werden. Dies entsprach dem damaligen Stand der Formel 1, in der ab 1989 Turbomotoren verboten waren. Die Gruppe C2 entfiel ersatzlos. Motorenhersteller wie Mercedes-Benz gaben fortan ihr Engagement im Sportwagenrennsport auf und belieferten stattdessen Formel-1-Teams mit Motoren. Für Privatteams war eine erfolgreiche Teilnahme an der Sportwagen-WM vor dem Hintergrund, dass de facto Formel-1-Technik eingesetzt werden musste, nicht mehr finanzierbar. Aufgrund mangelnder Nennungen wurde die Sportwagenweltmeisterschaft der Saison 1993 noch vor dem ersten Rennen durch die FIA abgesagt. Mitunter wird gemutmaßt, die FIA habe zu Beginn der Neunzigerjahre durch ihre Reglementänderungen die Gruppe C bewusst unattraktiv werden lassen, da diese in der Publikums- und Mediengunst gegenüber der Formel-1-Weltmeisterschaft (ebenfalls veranstaltet von der FIA) zu einer inzwischen übermächtigen Konkurrenz geworden sei.

## Nachleben
Bemerkenswert ist das erfolgreiche Nachleben, das einigen Gruppe-C-Fahrzeugen in anderen Sportwagenklassen beschieden war. So gelang 1994 dem Team des Nürnbergers Jochen Dauer der Gesamtsieg in Le Mans auf einem Fahrzeug mit der Bezeichnung Dauer 962 LM. Es handelte sich hierbei um einen Porsche 962, der gemäß den Spezifikationen der neuen GT1-Klasse aufgebaut war und somit nicht als Prototyp, sondern als Straßensportwagen startete, obwohl für dieses Fahrzeug keine Verankerung in der Automobil-Serienfertigung bestand. Berücksichtigt man die Tatsache, dass die konstruktive Basis für den Porsche 962 durch den Porsche 956 gebildet wurde, so handelte es sich beim Dauer 962 LM zum Zeitpunkt seines Le-Mans-Sieges um ein bereits zwölf Jahre altes Baumuster.
In den Jahren 1996 und 1997 siegte in Le Mans jeweils das Team Joest mit einem Fahrzeug der Bezeichnung TWR Porsche WSC-95. Hierbei handelte es sich um ein offenes Fahrzeug (Spider), für welches das Chassis des Jaguar XJR-14 sowie der Motor des Porsche 962 verwendet wurden.
Das Kölner Team Kremer baute drei Fahrzeuge vom Typ Porsche 962 zu Spidern um und setzte diese von 1994 bis 1998 unter der Bezeichnung Kremer K8 Spyder bei Rennen ein.
Daneben gab es zwei Projekte zum Bau von straßenzugelassenen Sportwagen auf Basis von Gruppe-C-Fahrzeugen. Dies war zum einen der Schuppan 962CR auf Basis des Porsche 962, zum anderen der erwähnte Dauer 962 LM, der in einer Version ohne Straßenzulassung 1994 in Le Mans siegte. Noch bis zur Einstellung des Geschäftsbetriebs der Dauer Sportwagen GmbH im Jahr 2008 war der Dauer 962 LM auf Bestellung erhältlich. In Optik und Ausstattung wichen die letzten Exemplare stark von der Rennsportbasis des Porsche 962 ab.

## Unglücksfälle
Ähnlich wie die Formel 1 in den Achtzigerjahren blieb auch die Gruppe C nicht von tragischen Unglücksfällen verschont. Fahrer, die durch Rennunfälle mit Gruppe-C-Fahrzeugen ums Leben kamen, waren Manfred Winkelhock (Porsche 962, Unfall am 11. August 1985 in Mosport), Stefan Bellof (Porsche 956, Unfall am 1. September 1985 in Spa) und Jo Gartner (Porsche 962, Unfall am 1. Juni 1986 in Le Mans).

## Sonstiges
- Die Gruppe C ist bis heute diejenige Fahrzeugklasse, die die höchste Geschwindigkeit bei Rennen auf einem Straßenrundkurs, also nicht während Trainings-, Test- oder spezieller Rekordfahrten, erreichte. Wie berichtet wird, durchfuhr der Sauber C9 mit Jean-Louis Schlesser am Steuer beim 24-Stunden-Rennen von Le Mans 1989 den Schlussabschnitt der Hunaudières- oder Mulsanne-Geraden mit 407 km/h.[5][6] Nach offizieller Darstellung des veranstaltenden Automobile Club de l’Ouest liegt der Geschwindigkeitsrekord in Le Mans bei 405 km/h, erzielt von Roger Dorchy im Jahr 1988 auf einem WM P88 von Welter Racing.[7] Unabhängig davon, welcher Wert Gültigkeit besitzt, dürfte es sich um einen Rekord für die Ewigkeit handeln, da die in Le Mans erreichbare Geschwindigkeit zwischenzeitlich durch den Einbau von zwei Schikanen auf der Hunaudières-Geraden gedrosselt wurde. Andere Straßenrundkurse kommen für vergleichbare Geschwindigkeiten nicht in Frage.

- Zu ihrem Ende hin wurde die Gruppe C durch das Engagement des Mercedes-Junior-Teams zu einer Art Kaderschmiede des deutschen Rundstreckenrennsports. Der spätere siebenfache Formel-1-Weltmeister Michael Schumacher war für dieses Team ebenso aktiv wie der spätere dreifache Grand-Prix-Sieger und Vizeweltmeister Heinz-Harald Frentzen. Schumacher erzielte seine ersten beiden Siege bei Automobilrennen mit WM-Statut innerhalb der Gruppe C: 1990 in Mexiko-Stadt sowie 1991 in Autopolis, Japan.